# Ед Емшвіллер
Едмунд Александер Емшвіллер (англ. Ed Emshwiller; 16 лютого 1925 — 27 липня 1990) — американський візуальний художник, відомий своїми науково-фантастичними ілюстраціями та піонерськими експериментальними фільмами. Зазвичай він підписував свої ілюстрації як Емш, але іноді використовував Ед Емш, Ед Емслер, Віллер та інші.

## Історія та рання кар'єра
Едмунд народився в Лансінгу, штат Мічіган, має німецьке походження. 1947 року він закінчив Мічиганський університет, а потім навчався в Школі образотворчих мистецтв (1949—1950) у Парижі разом зі своєю дружиною, письменницею Керол Емшвіллер (уроджена Фріс), на якій він одружився. 30 серпня 1949 року. Він також навчався в Лізі студентів мистецтв Нью-Йорка (1950—1951).

## Ілюстратор
З 1951 по 1979 рік, живучи в Левіттауні, штат Нью-Йорк, Емшвіллер створював обкладинки та інтер'єрні ілюстрації для десятків науково-фантастичних книжок і журналів, зокрема Гелексі сайнс фікшн і Фентезі & Сайнс фікшн. Він дебютував у пульп-журналах із приблизно 50 ілюстраціями інтер'єру та чотирма малюнками на обкладинках для випусків із травня по грудень 1951 року щомісячника Гелексі, який редагував H. L. Gold. У тому ж 1952 році він також створив обкладинку своєї першої книги для американського видання Дивний Джон (Galaxy Publishing Corp.). Оскільки він експериментував із різними техніками, типової обкладинки для нього немає. Його художнє оформлення обкладинки журналу Гелексі сайнс фікшн у серпні 1951 року є прообразом пізніших робіт Лео та Дайан Діллон.

## Кіно та відео
У 1964 році грант Фонду Форда дозволив Емшвіллеру продовжити свій інтерес до кіно. Активно брав участь у русі нового американського кіно 1960-х і початку 1970-х років, він створював мультимедійні вистави та знімав кіно-танцювальні та експериментальні фільми, такі як 38-хвилинний «Відносність» (1966). Він також був оператором документальних фільмів, таких як «Художники малюють» Еміля де Антоніо (1972), і художніх фільмів, таких як «Час язичників» (1964) і «Алілуя пагорбів» Адольфаса Мекаса (1963). Відео Емшвіллера, на якому Боб Ділан співає пісню «Only a Pawn in Their Game» 6 липня 1963 року на мітингу з реєстрації виборців у Грінвуді, штат Міссісіпі, було знято для документального фільму Джека Вілліса «Вулиці Грінвуда» 1963 року та з'являється у документальний фільмі Донна Алана Пеннебейкера про Ділана «Не оглядайся назад» (1967).
Його фільми 1960-х років були здебільшого зняті в кольорі 16 мм, і деякі з них включали подвійну експозицію, створювану просто перемотуванням камер. Він був одним із найперших художників відео. З Друзі по пейзажу (1972) він почав свої експерименти з відео, поєднуючи комп'ютерну анімацію з живою дією. 1979 року він продюсував Сонячний камінь, новаторське трихвилинне тривимірне комп'ютерне відео, зняте в Нью-Йоркському технологічному інституті разом з Елві Реєм Смітом. Зараз у відеоколекції Музею сучасного мистецтва Сонячний камінь експонувався на SIGGRAPH 79, кінофестивалі Мілл-Веллі 1981 року та інших фестивалях. 1979 року його показали на WNET Video/Film Review, а рамку Сонячний камінь було використано на першій сторінці обкладинки Fundamentals of Interactive Computer Graphics, опублікованої в 1982 році Addison-Wesley.

## CalArts
Після періоду роботи художником-резидентом у Телевізійній лабораторії WNET/13 (Нью-Йорк), де серед інших проєктів він працював над ефектами для Небесного токарного верстату. Ед переїхав до Каліфорнії, де був засновником лабораторії комп'ютерної анімації CalArts і працював деканом Школи кіно/відео Каліфорнійському інституті мистецтв з 1979 по 1990 рік. Він також обіймав посаду проректора з 1981 по 1986 рік.
У 1987 році він створив свою електронну відеооперу «Голод» для фестивалю мистецтв у Лос-Анджелесі 1987 року у партнерстві з композитором Мортоном Суботніком. Це була його остання завершена робота, також представлена в жовтні 1989 року на фестивалі Ars Electronica в Лінці, Австрія.

## Вплив
Одним із сусідів Емшвіллера в Левіттауні був Білл Ґріффіт, пізніше відомий своїм синдикованим коміксом Зіппі булавоголовий. Батьки Ґріффіта іноді позували моделями для ілюстрацій Емшвіллера. Ґріффіт, який вважав, що Емшвіллер вплинув на його становлення як художника, був намальований Емшвіллером на першій обкладинці Оригінал сайнс фікшн (вересень 1957). Гріффіт прокоментував: «Він не привів мене до мультиплікації, але він привів мене до мистецтва загалом і показав мені шлях до розуміння того, як всередині одного художника може існувати імпульс поп-культури та імпульс образотворчого мистецтва».

## Архіви та нагороди

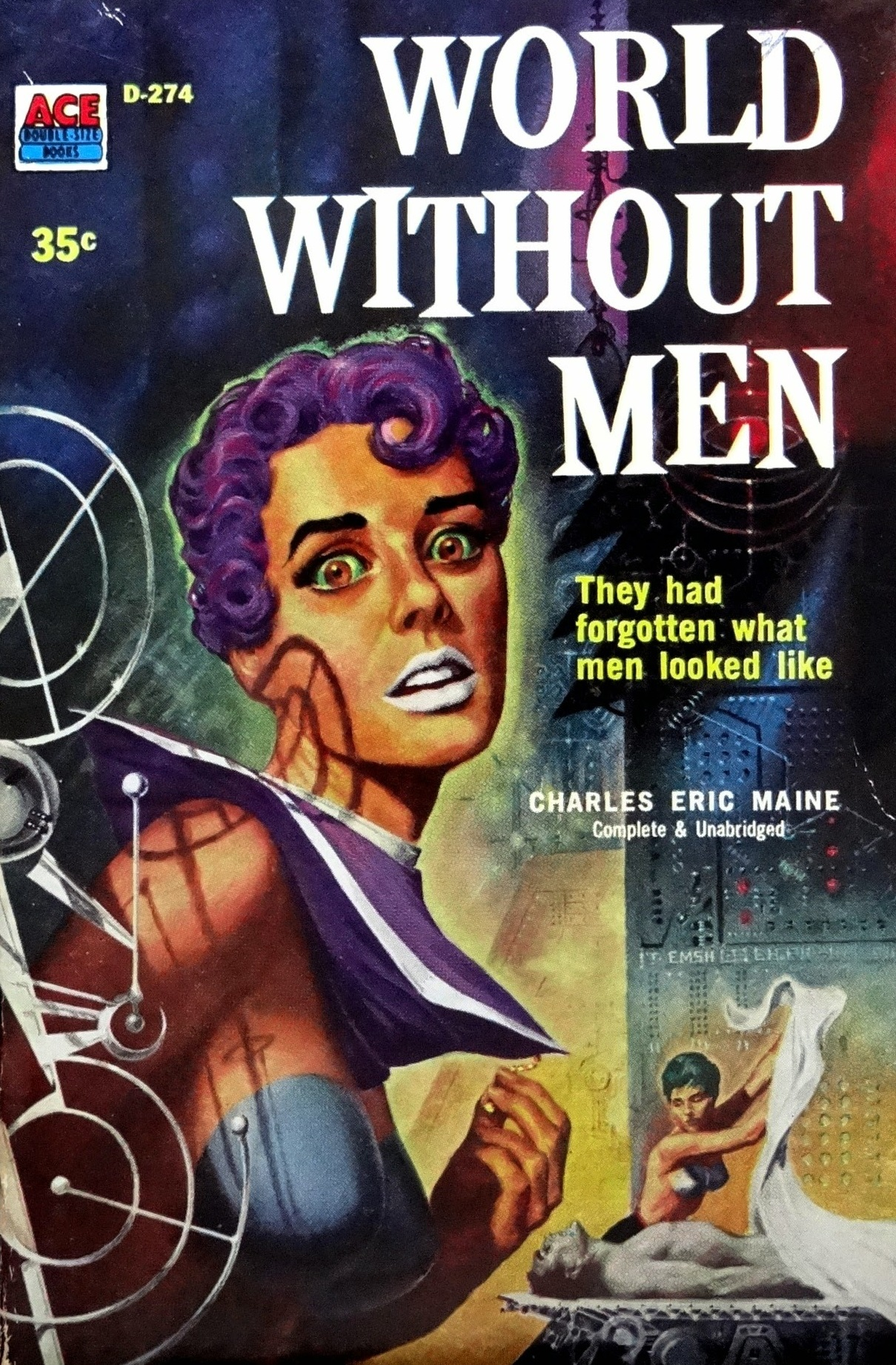
Обкладинка «Світ без людей» Чарльза Еріка Мейна — ілюстрації Еда Емшвіллера — Ace Books, 1958

У 1953 році Емшвіллер отримав одну з перших премій Г'юго як найкращий «Виконавець обкладинок» минулого року (рівня з Ганнесом Боком). Художники обкладинок та ілюстратори інтер'єру згодом не були відзначені премією Г'юго як найкращий художник під різними іменами; він виграв ще чотири протягом 1960-х років під нинішньою відзнакою «Професійний художник». 16 червня 2007 року він став третім художником, включеним до Зали слави наукової фантастики. Його картини з інопланетянами в той час (з 10 вересня 2006 по 30 жовтня 2007) демонструвалися на виставці «Зустрічі з інопланетянами» Музею наукової фантастики, де знаходиться Зал слави.
Його документи зберігаються в Каліфорнійському інституті мистецтв.

## Особисте життя
Керол та Ед Емшвіллер мали трьох дітей — Єву Емшвіллер, сценаристку Сьюзен Емшвіллер (Поллок) і актора-романіста Стоуні Пітера Емшвіллера (Господар, Коротке лезо). Члени сім'ї, в тому числі його брат Маклеллан Емшвіллер, часто слугували моделями в його ілюстраціях. Керол і Єву Емшвіллер можна побачити на обкладинці Гелексі сайнс фікшн (січень 1957).
Емшвіллер помер від раку 27 липня 1990 року в Санта-Кларіті, Каліфорнія, де його кремували.

## Книги
- Ortiz, Luis, Ed Emshwiller, Carol Emshwiller, and Alex Eisenstein. Emshwiller: Infinity x Two: The Art & Life of Ed & Carol Emshwiller. New York: Nonstop Press, 2007. ISBN 978-1-933065-09-0.